# Lago Malliner
El lago Malliner (en alemán: Mallinersee) es un lago situado en el distrito de Llanura Lacustre Mecklemburguesa, en el estado de Mecklemburgo-Pomerania Occidental (Alemania), a una altitud de 39.6 metros; tiene un área de 73.1 hectáreas.
Está ubicado a algunos kilómetros al este del lago Müritz, el mayor de Alemania.